# میشائل موراک
میشائل موراک (آلمانی: Michael Murach؛ ۱ فوریه ۱۹۱۱ – ۱۶ اوت ۱۹۴۱) بوکسور اهل آلمان بود.
وی در مسابقات کشوری و بین‌المللی در مجموع برندهٔ ۱ مدال طلا، ۱ مدال نقره شده‌است.